# Saint-Ouen-Marchefroy
Saint-Ouen-Marchefroy is een gemeente in het Franse departement Eure-et-Loir (regio Centre-Val de Loire) en telt 294 inwoners (1999). De plaats maakt deel uit van het arrondissement Dreux.

## Geografie
De oppervlakte van Saint-Ouen-Marchefroy bedraagt 9,1 km², de bevolkingsdichtheid is 32,3 inwoners per km².
De onderstaande kaart toont de ligging van Saint-Ouen-Marchefroy met de belangrijkste infrastructuur en aangrenzende gemeenten.

## Demografie
Onderstaande figuur toont het verloop van het inwonertal (bron: INSEE-tellingen).